# Окоталь
Окота́ль (ісп. Ocotal) — місто на північному заході Нікарагуа, за 21 км на південь від кордону з Гондурасом. Центр департаменту Нуева-Сеговія. В 2000 році населення досягло 31 932 осіб.
Розташований у вузькій долині між двома гірськими ланцюгами на узбережжі річки Коко.

## Історія
- 16 липня 1927 році в місті стався бій, що став відправним у боротьбі нікарагуанського народу проти американської окупації. Під час битви американська авіація (5 літаків — DeHavilland DH.4) бомбардували місто — цей авіаналіт став одним з перших прикладів в історії, коли військова авіація була використана проти мирного населення.